# Omaha

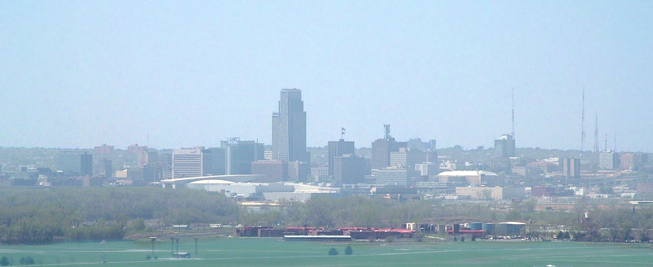

Omaha – największe miasto stanu Nebraska w Stanach Zjednoczonych, położone na jego wschodnim skraju, na zachodnim brzegu rzeki Missouri, siedziba administracyjna hrabstwa Douglas. Zgodnie z danymi z roku 2020, Omaha licząc 486 051 mieszkańców, jest 39. co do wielkości miastem w USA. Licząc z przedmieściami, jest 58. obszarem metropolitalnym w USA (2020), z liczbą ludności szacowaną na 967 604.
Omaha została założona w 1854 roku przez spekulantów z Council Bluffs, w stanie Iowa, na przeciwnym (zachodnim) brzegu Missouri i szybko uzyskała przydomek Gateway to the West („Wrota na zachód”). W XIX wieku położenie Omahy spowodowało, że stała się ona znaczącym węzłem transportowym, natomiast dla hodowców bydła ze Środkowego Zachodu, dużo wygodniejszym punktem odstawiania trzód, niż odległe Chicago. W wieku XX znajdował się tu największy na świecie kompleks zagród dla bydła oraz rozwinął przemysł rzeźny, co przyczyniło się do wzrostu znaczenia miasta. Ponadto w mieście rozwinął się przemysł spożywczy, środków transportu, maszynowy, chemiczny, elektrotechniczny, rafineryjny oraz hutniczy.
Miasto jest siedzibą takich firm jak Berkshire Hathaway, Union Pacific Railroad, Kiewit Corporation, Mutual of Omaha i Valmont Industries.

## Uczelnie
Creighton University – prywatny uniwersytet założony przez Towarzystwo Jezusowe w roku 1878. Jedna z 28 instytucji członkowskich Stowarzyszenia Kolegiów i Uniwersytetów Jezuickich. Uniwersytet jest akredytowany przez North Central Association of Colleges and Secondary Schools. W 2011 r. studiowało w nim 7385 studentów. Creighton jest największym prywatnym, religijnym uniwersytetem w stanie Nebraska.
Główny campus uniwersytetu znajduje się w niewielkiej odległości od centrum Omaha: między 16th Street od wschodu, North Freeway od zachodu, Cuming Street od północy i Cass Street od południa. Creighton University Medical Center rozciąga się od North Freeway do 32nd Street.

## Kultura

### Durham Museum
Poprzednia nazwa Durham Western Heritage Museum, położone przy 801 South 10th Street w centrum miasta, poświęcone było początkowo historii zachodnich regionów Stanach Zjednoczonych. Muzeum zajmuje budynek po dawnej Union Station. W roku 1971, po utworzeniu National Railroad Passenger Corporation (obecnie Amtrak), zlikwidowano Union Pacific Railroad. W 1973 roku stację kolejową przekazano miastu, a dwa lata później otwarto Western Heritage Museum. Muzeum zamknięto w latach 1995–1996 i przeprowadzono projekt renowacyjny za sumę 22 milionów dolarów, ofiarowaną głównie przez Charlesa W. „Chucka” i Margre Durham. W związku z zaangażowaniem finansowym Durhamów przemianowano Western Heritage Museum na Durham Western Heritage Museum. 6 kwietnia 2008 r. Durham Western Heritage Museum otrzymało nową nazwę: Durham Museum. Zmiana wynikała z faktu, że nowe partnerstwo ze Smithsonian Institution, Library of Congress i Archiwami Narodowymi poszerzyło zakres wystawienniczej działalności placówki, która nie była już poświęcona wyłącznie dziedzictwu Zachodu.

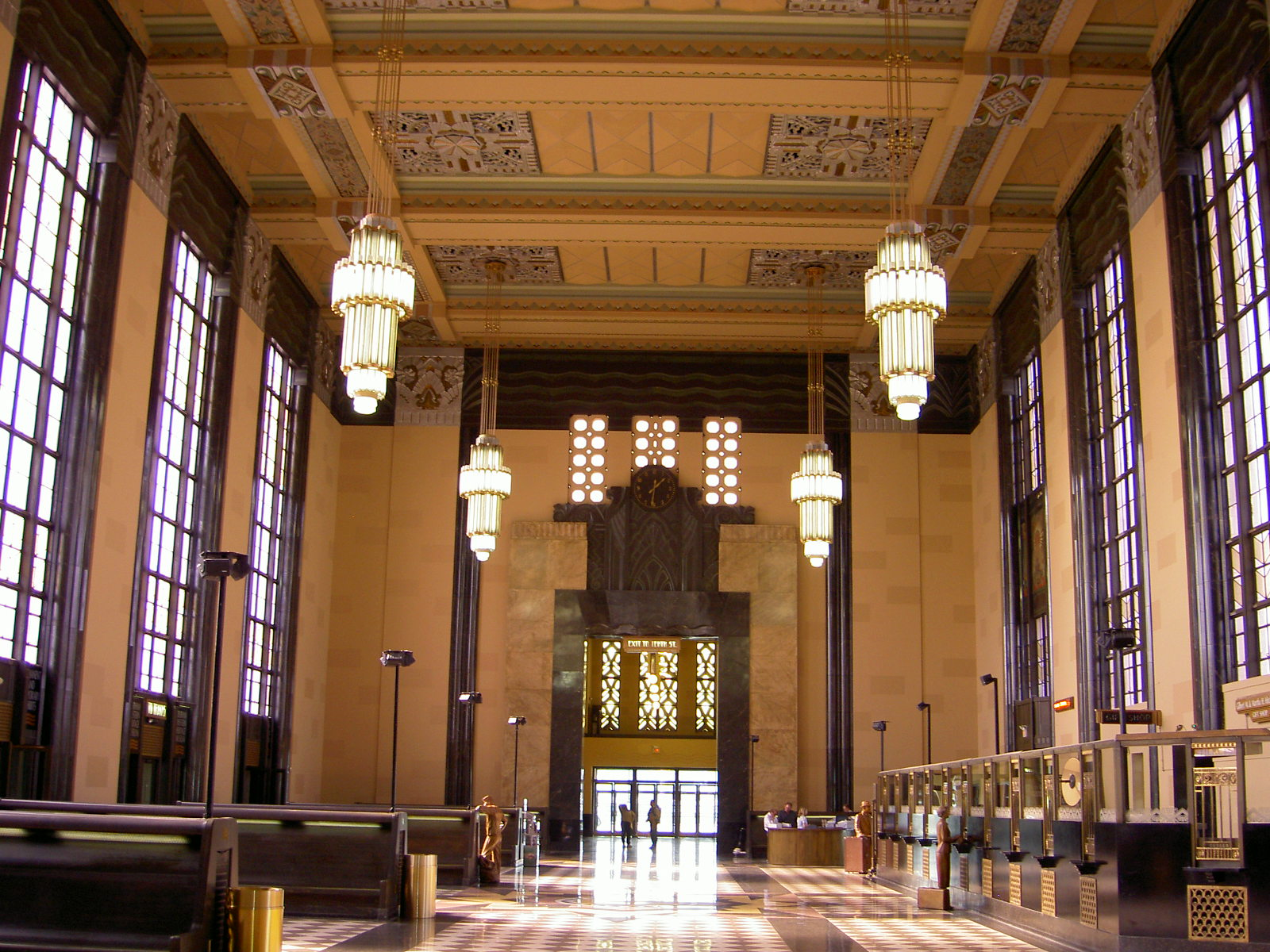
Dawne wnętrze Union Station, obecnie Durham Museum

### Joslyn Art Museum

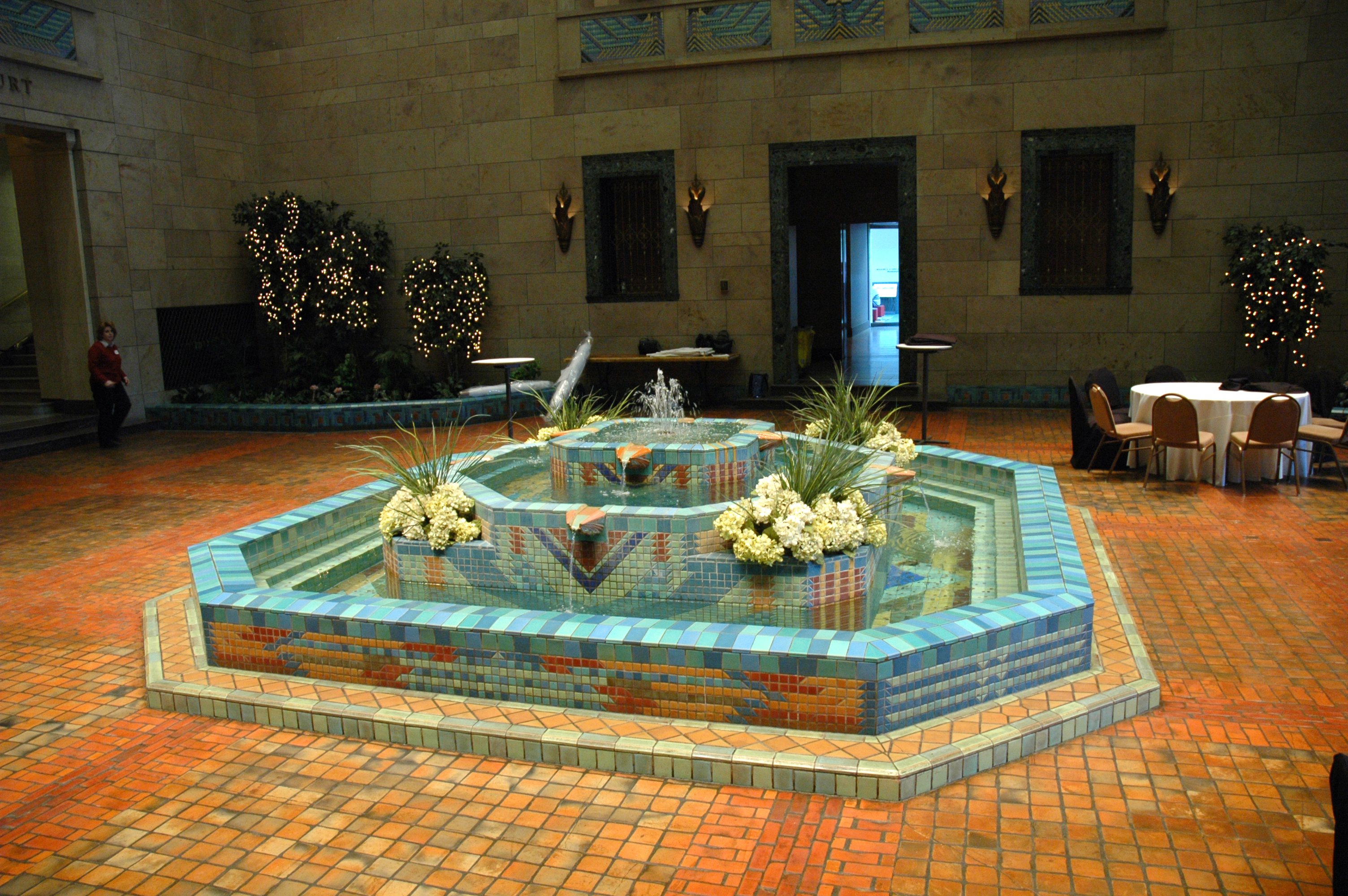
Joslyn Art Museum: wewnętrzny dziedziniec

Najważniejsze muzeum sztuki w stanie Nebraska, jedyne, które posiada pokaźną stałą ekspozycję obejmującą dzieła od czasów starożytnych do współczesnych. Główny nacisk: dziewiętnasto- i dwudziestowieczna sztuka amerykańska i europejska. Muzeum otwarto w roku 1931 jako dar Sary H. Joslyn dla obywateli miasta Omaha, ku pamięci męża, magnata prasowego George’a A. Joslyna. Muzeum zajmuje budynek w stylu art déco zaprojektowany przez Johna i Alana McDonaldów. W 1938 roku gmach uznano za jeden ze stu najpiękniejszych budynków w Stanach Zjednoczonych. Spośród artystów europejskich reprezentowani są Veronese, Tycjan, Claude Lorrain, El Greco, Delacroix, Gustave Doré, Corot, Gustave Courbet, Degas, Monet, Camille Pissarro i Renoir. Wystawiane są też prace amerykańskich malarzy, w tym: James Peale, Mather Brown, Winslow Homer, Thomas Eakins, Childe Hassam i William Merritt Chase.
Dwudziestowieczne malarstwo reprezentują: Henri Matisse, Stuart Davis, Theodore Roszak, John French Sloan i Robert Henri, rzeźbę: Deborah Butterfield, Robert Haozous, Donald Judd, Sol LeWitt i Martin Puryear.
Ogrody na terenie muzeum wykorzystywane były do roku 2010, przez 25 lat, jako scena festiwalu jazzowego: Jazz on the Green. Festiwal trwał przez osiem tygodni w lipcu i sierpniu, wstęp był darmowy. Od roku 2010, Omaha Performing Arts przeniosła festiwal do parku w Midtown Crossing at Turner Park ze względu na coraz większe zainteresowanie festiwalem.

### Holland Center
Otwarte w roku 2005, zaprojektowane z uwzględnieniem specjalnych wymogów akustycznych, przyczyniło się do ewolucji sceny muzycznej.Częste koncerty lokalnej orkiestry symfonicznej, a także przyjezdnych artystów i grup ożywiają miasto.

## Atrakcje

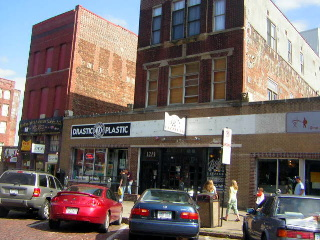
Howard St. na terenie Starego Targu

### Stary targ
Dzielnica w centrum, kończąca się na South 10th Street. Znajduje się tu wiele restauracji, galerii sztuki i butików. Ulice są wyłożone ceglanym brukiem z początku dwudziestego wieku, a po niektórych kursują konne tramwaje. Chodniki są częściowo zadaszone. Można tu często spotkać artystów ulicznych i sprzedawców pamiątek.

### Henry Doorly Zoo

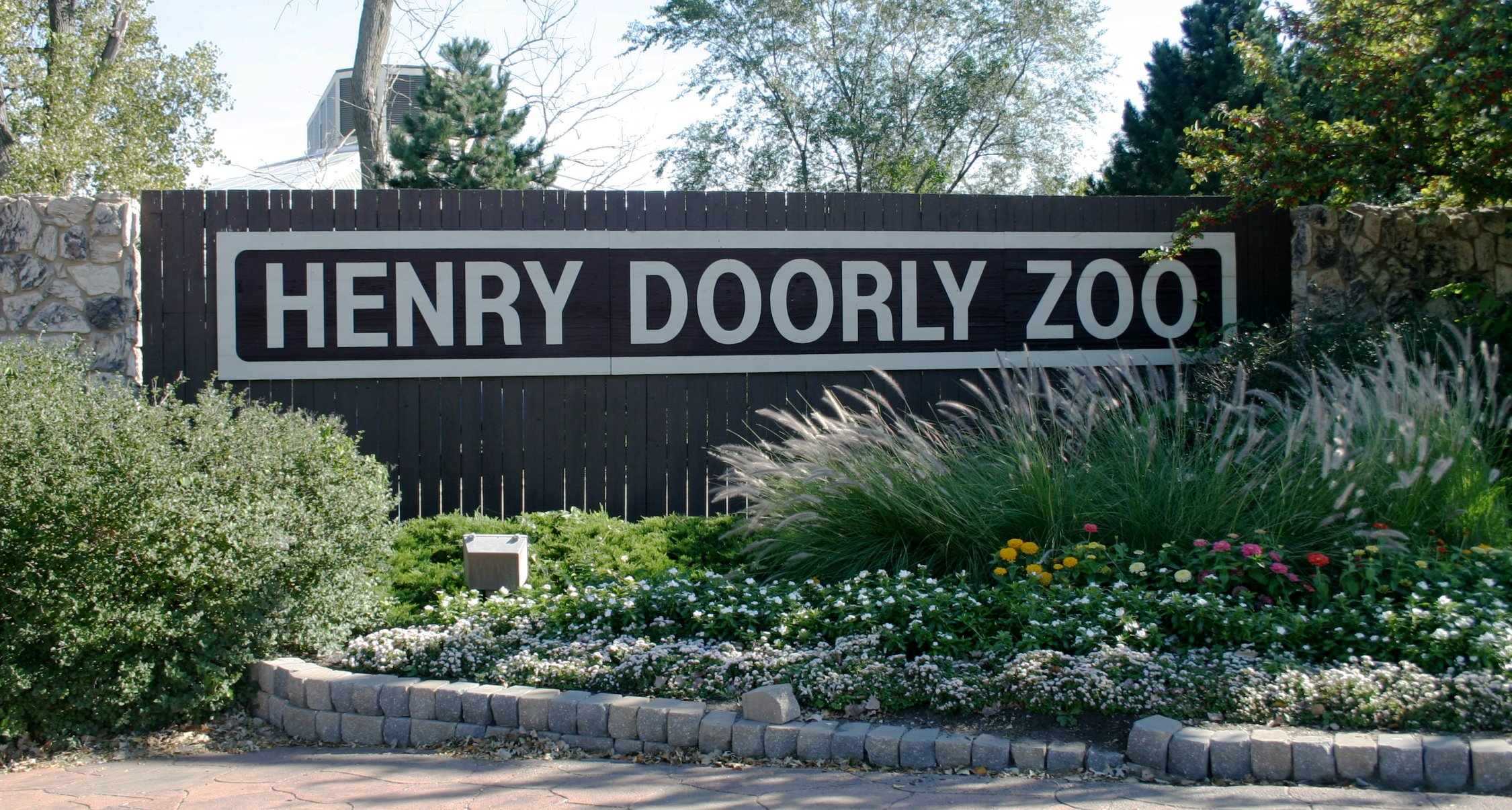
Wejście do Henry Doorly Zoo

The Henry Doorly Zoo jest uważane za jeden z najlepszych ogrodów zoologicznych na świecie. Zoo posiada największy na świecie pawilon bagien i pawilon życia nocnego, największą na świecie zadaszoną dżunglę (Lied Jungle), największy na świecie pawilon pustynny oraz największą na świecie kopułę (13 pięter). Zoo zalicza się do głównych atrakcji turystycznych Nebraski i w ciągu czterdziestu kilku lat przyjęło ponad 25 milionów gości.

### Riley Building
Przy 1016 Douglas Street. Dom zbudował w 1880 roku prawnik i inwestor na rynku nieruchomości, A.K. Riley. Budynek – w pierwotnym założeniu magazyn oraz sklep – miał jako pierwszy w mieście, hydrauliczną windę towarową. Zachodnią ścianę zdobią do dziś zabytkowe reklamy. Obecnie siedziba Pinnacle Bank.

## Religia

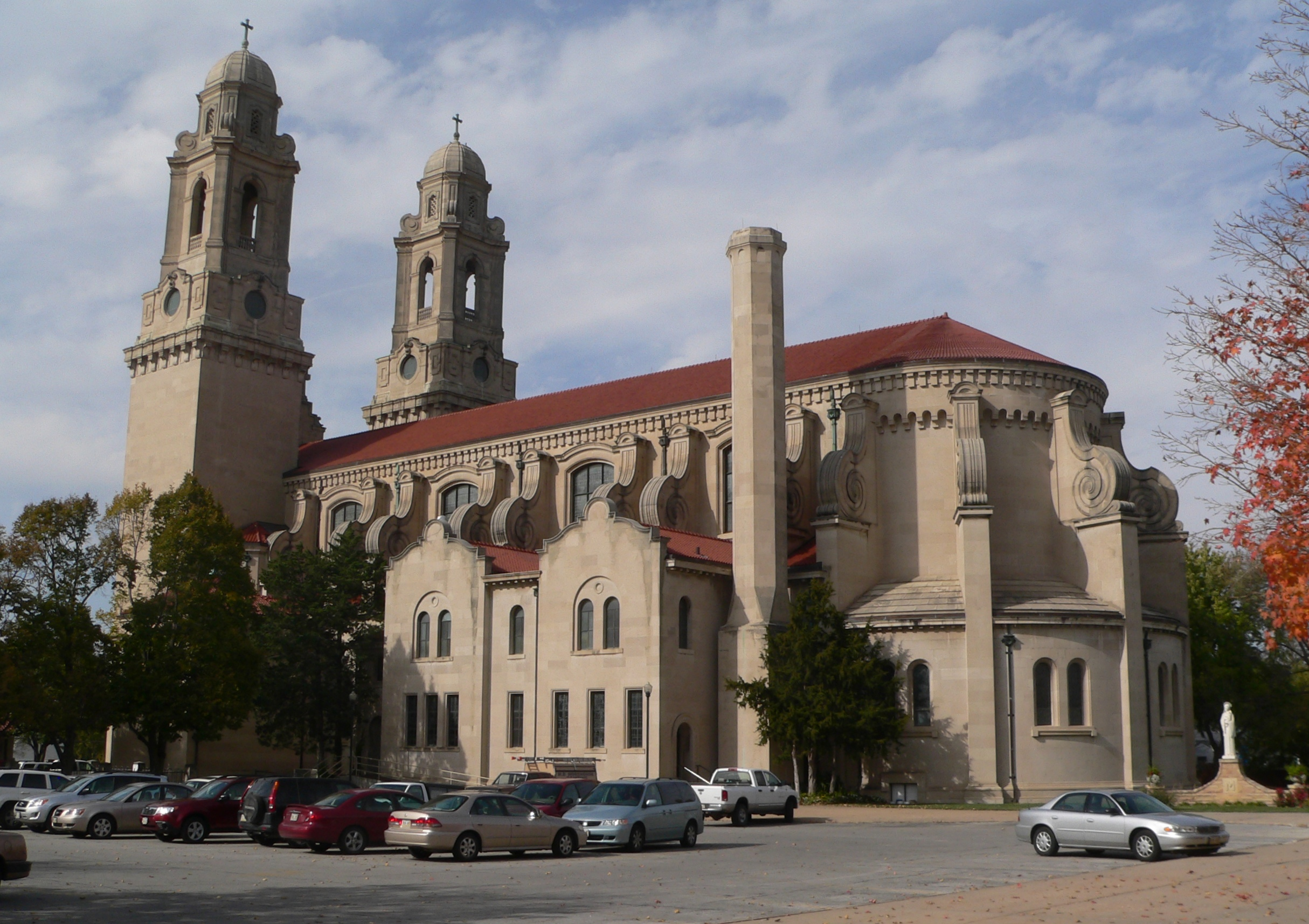
Katolicka Katedra św. Cecylii

Według danych z 2020 roku do największych grup religijnych obszaru metropolitalnego Omahy należały:
- Kościół katolicki – 192,6 tys. członków w 89 parafiach,
- Kościoły luterańskie – ok. 60 tys. członków w 123 kościołach,
- Kościoły baptystyczne – ok. 30 tys. członków w 110 zborach,
- Kościoły uświęceniowe i zielonoświątkowe (gł. CMA i Zbory Boże) – ok. 30 tys. członków w 101 zborach,
- Zjednoczony Kościół Metodystyczny – 24,7 tys. członków w 75 kościołach,
- lokalne bezdenominacyjne zbory ewangelikalne – 22,8 tys. członków w 62 zborach,
- mormoni – ok. 20 tys. członków w 40 świątyniach.

## Sport
- Omaha Ak-Sar-Ben Knights – klub hokejowy

## Znani mieszkańcy

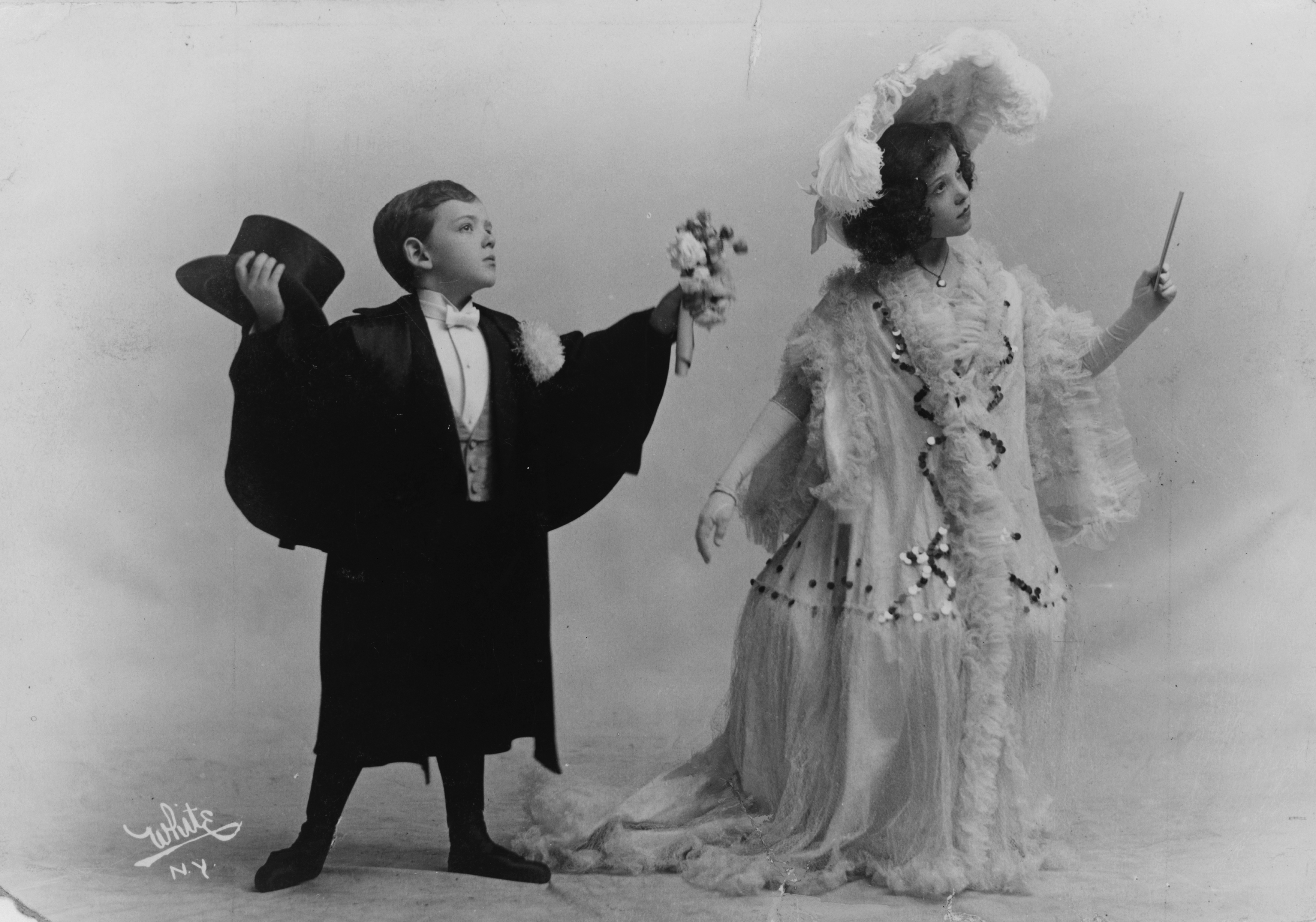
Fred i Adele Astaire około roku 1906 w Omaha

Omaha jest miejscem urodzin wielu sławnych polityków, aktorów, muzyków, przedsiębiorców, sportowców i ludzi kultury. Pochodzi stąd też wielu aktorów, w tym Gabrielle Union, Montgomery Clift, Fred Astaire i Adele Astaire, Dorothy McGuire, Marlon Brando oraz Nick Nolte. W Omaha dorastał Henry Fonda. Również jego syn, Peter Fonda mieszkał przez jakiś czas w Omaha.
Warren Buffett, w roku 2008 najbogatszy człowiek świata, mieszka w Omaha. Aktywista afroamerykański Malcolm X, również urodził się w tym mieście.

## Miasta partnerskie
- Shizuoka, Japonia
- Brunszwik, Niemcy
- Szawle, Litwa
- Naas, Irlandia
- Jalapa Enriques, Meksyk